# Abrahámovce (powiat Bardejów)
Abrahámovce (węg. Szorocsány) – wieś gminna (obec) na Słowacji w kraju preszowskim, powiecie Bardejów. Abrahámovce położone są w historycznym kraju Szarysz na szlaku handlowym z Węgier do Polski. Pierwsze wzmianki o wsi pochodzą z roku 1427.